# Atoma

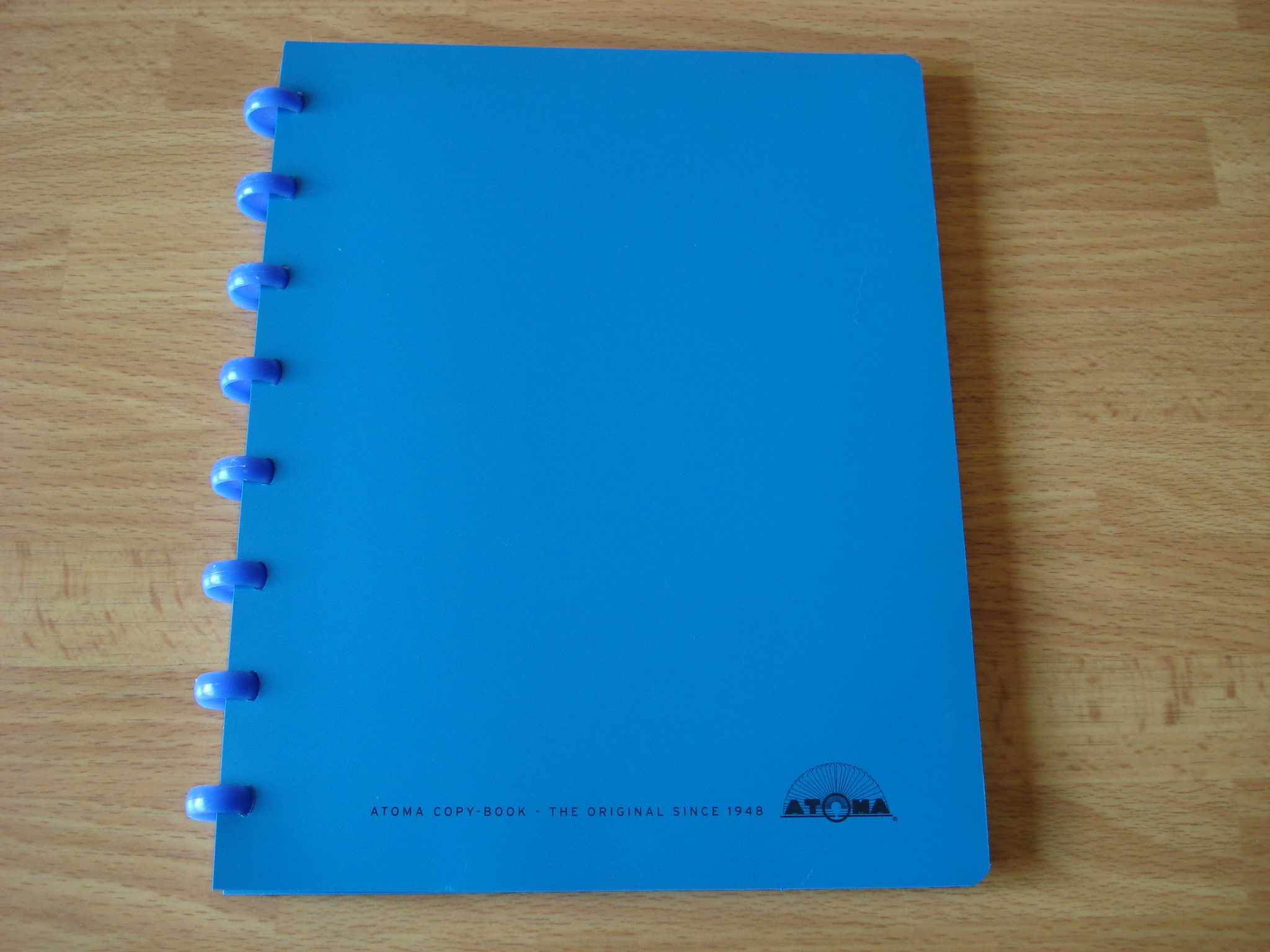
Atomaschrift

Een Atomaschrift is een speciaal boekje waarvan de bladzijden los bevestigd zijn tussen een aantal ringen. Hierdoor is het eenvoudig bladen uit het schrift te halen, en er nieuwe in te voegen. De atomaschriftjes worden geproduceerd door Atoma, een Belgisch bedrijf dat schriften maakt met ringen. Het idee achter het schriftje werd rond 1923 gepatenteerd door de Fransen Andre Tomas en Andre Martin, vandaar de naam. Vanaf 1948 produceerden ze de schriften. 
Het patent werd ondertussen verkocht aan Papeterie G. Mottart n.v.
Politicus Leo Delcroix was een fervent gebruiker van deze schriftjes.